# لنگوازاکه
لنگوازاکه (انگلیسی: Lenguazaque) نام شهری در کشور کلمبیا است.